# Yugo Sana
De Yugo Sana is een vijfdeurs hatchback geproduceerd door het Joegoslavische Yugo en later het Servische Zastava. De interne fabrieksbenaming van het model was Zastava 103.

## Geschiedenis
Na een ontwikkelingstijd van slechts drie jaar werd de Yugo Florida in 1987 op de automobieltentoonstelling van Belgrado voorgesteld als opvolger van de Yugo Skala. Het carrosserie-ontwerp van de duidelijk groter uitgevallen auto leek op de Fiat Tipo en was afkomstig van de Italiaanse topontwerper Giorgetto Giugiaro van Ital Design. De carrosserie had een Cw-waarde van slechts 0,32 en de productie ging in 1988 van start.
De auto's werden aanvankelijk voorzien van de reeds door Yugo gebruikte 1.3 motoren met 50 kW en Bosch-injectie. Later kwam ook een 1.6 FIAT-motor met 62 kW ter beschikking. De dwars voorin geplaatste aandrijflijn (voorwielaandrijving) werd zo ontworpen dat ook een 1.7 dieselmotor van SOFIM ingebouwd kond worden. Alle benzinemotoren werden standaard met katalysator uitgerust.
Met de naam Yugo Florida wees men gelijktijdig op het herkomstland en de belangrijkste exportmarkt. De kleinere Yugo-serie was een waar exportsucces voor de Joegoslavische industrie en met de Florida hoopte men dit uit te breiden. Omdat de naam Florida in enkele West-Europese landen reeds was geclaimd door Nissan werd de auto op sommige exportmarkten, waaronder Nederland,  als Yugo Sana verkocht en in Duitsland als Yugo Miami.
De Sana werd in Nederland gunstig beoordeeld op zijn opvallend grote binnenruimte, de afwerking was echter voor verbetering vatbaar. De auto was dan ook behoorlijk scherp geprijsd, importeur Yugo Nederland bood de Sana 1.3 EFI in 1992 aan voor 18.495 gulden. Door de Balkanoorlog werd de export van dit model niet het succes waarop men gehoopt had. In 1991 werd de export gestaakt.

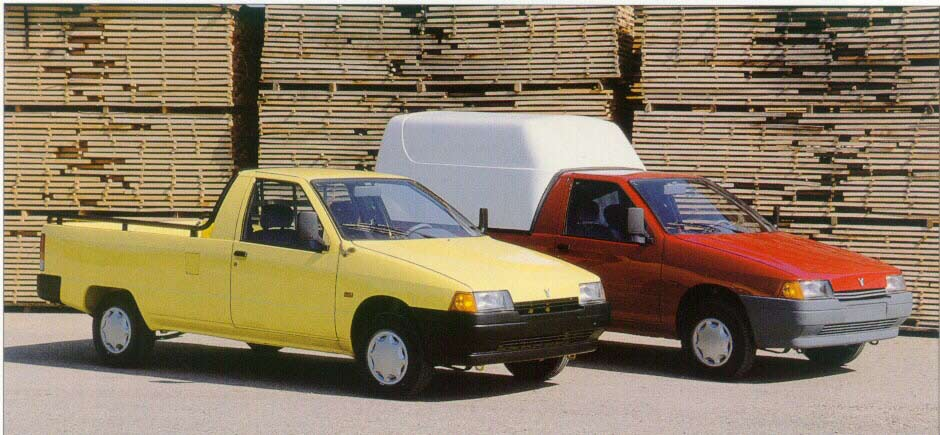
Zastava Florida Poly

In 1995 toonde Zastava een pick-up-prototype, de Florida Poly. Zastava Specijalni Automobili (Zastava bedrijfswagens) in Sombor werd belast met de productie tot het einde van 1998. De auto bood een laadruimte van 3,48 m³ en, dankzij een gewijzigde achterwielophanging, een laadvermogen van 700 kg.
In 1999 is de Zastava-fabriek door de NAVO gebombardeerd. Tot op de dag van vandaag is de reden voor dit bombardement nooit opgegeven. Hierna werd er niet meer geëxporteerd, maar nog wel geproduceerd de binnenlandse markt. De merknaam Yugo werd vervangen door Zastava.

### Zastava Florida In

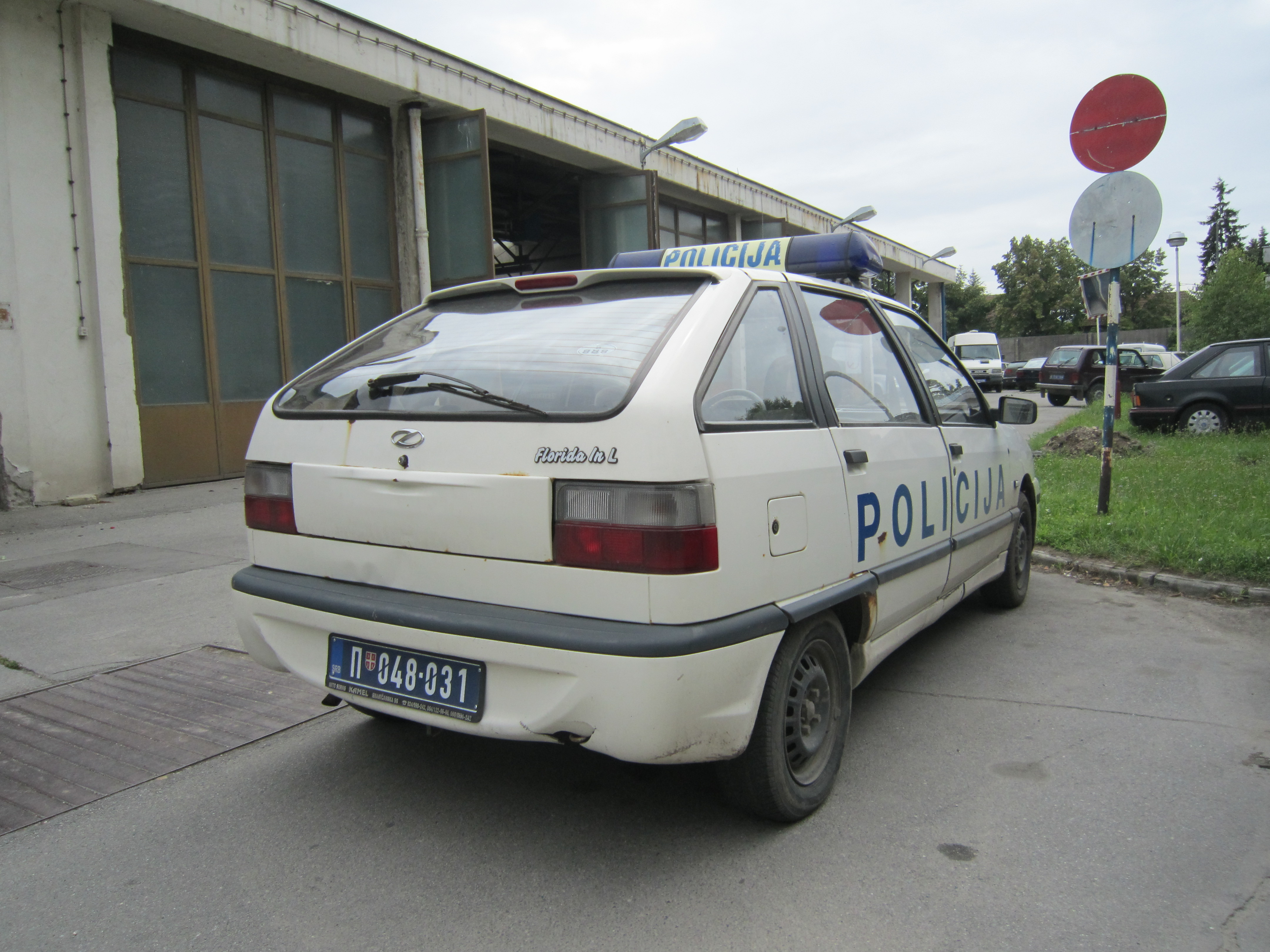
Zastava Florida In (Servische politieauto)

In 2000 kreeg de Florida een facelift en bleef tot 2008 in productie als Zastava Florida In, in Servië verkrijgbaar voor een prijs onder de 7000 euro. Concurrentie kwam voornamelijk van de Dacia Solenza en Logan, de Lada 110-serie maar ook de Fiat Punto.
De auto werd van 2001 tot 2009 ook door Nasr in Egypte geproduceerd als Nasr Florida (naast de Turkse Tofaş Şahin).
Vanaf 2005 werd de als opvolger van de Florida In bedoelde Zastava 10 in productie genomen. Beide modellen zouden echter eerder uit productie genomen worden dan het oorspronkelijke model dat zij hadden moeten opvolgen.